# La Jamais Contente
La Jamais Contente foi o primeiro automóvel em superar os 100 km/h. É um carro elétrico com uma carroceria de liga metálica ligeira com forma de torpedo. Mas, a alta posição de condução e o exposto chassi inferior, estragavam muito a aerodinâmica.

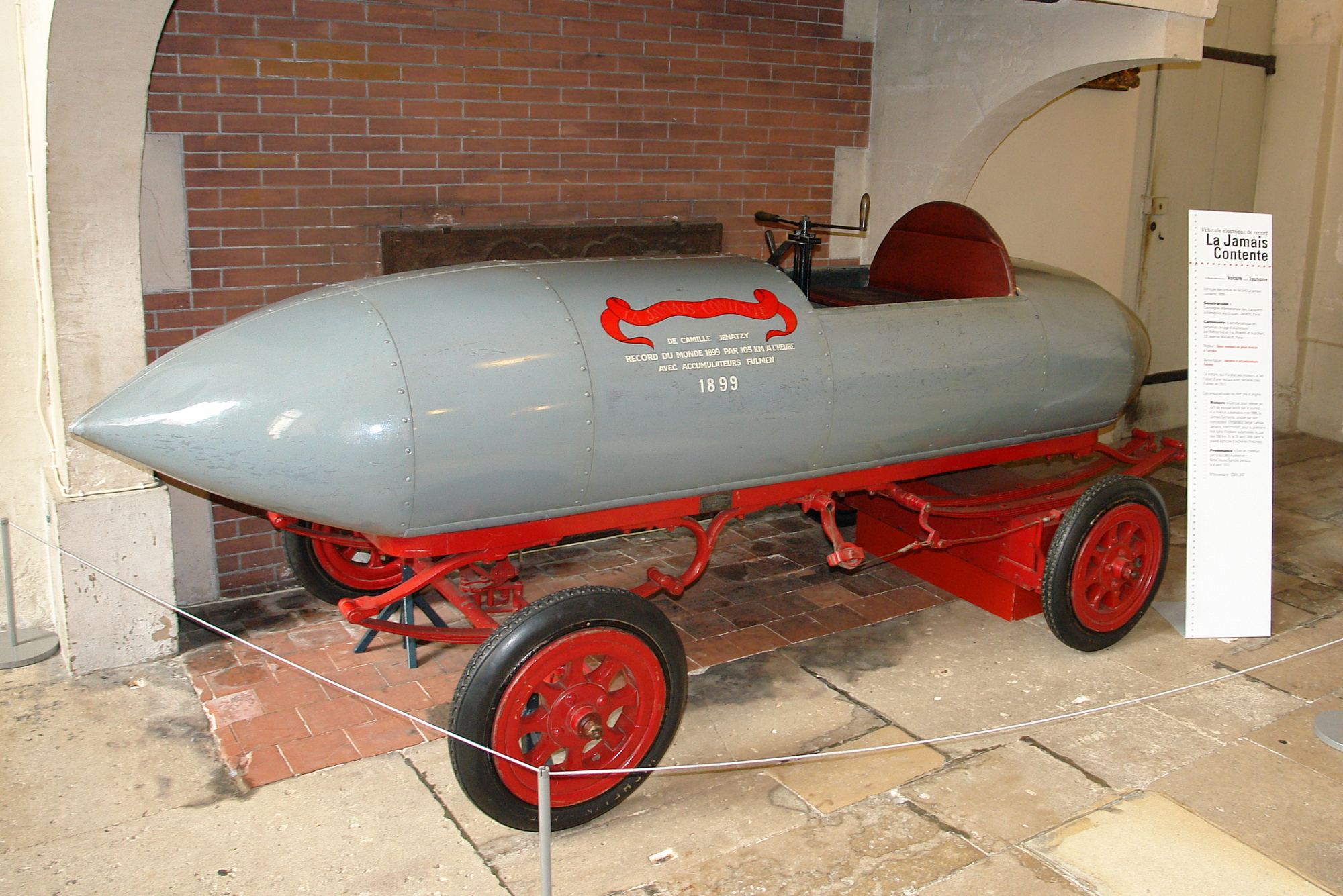
La Jamais Contente exposto no museu do automóvel de Compiègne

O recorde de velocidade em terra foi estabelecido, segundo as fontes, a 29 de abril ou a 1 de maio de 1899, em Achères, para perto de Paris, França.
O veículo atualmente encontra-se exposto no museu do automóvel de Compiègne, França.

## Condutor
O condutor, o belga Camille Jenatzy, era o filho de Constant Jenatzy, fabricante de pneus caucho, uma novidade na época. Camille estudou como engenheiro, e estava interessado nos veículos de propulsão elétrica.

## Motivação
Querendo abrir-se um espaço no prometedor mercado parisiense de veículos elétricos, Jenatzy criou uma planta de produção que fabricou numerosos carruagens de motor elétricos. Competiu ferozmente contra o fabricante de automóveis francês, Jeantaud usando numerosos truques publicitários para mostrar quem deles produzia o carro mais veloz. Para assegurar o triunfo da companhia, Jenatzy construiu um protótipo em forma de bala, concebido pelo fabricante de carrocerias Rothschild numa liga metálica de alumínio, tungstênio e magnésio.

## Recorde de Velocidade
Jenatzy atingiu a velocidade de 105,882 km/h, superando o antigo registo que ostentava o Conde Gaston de Chasseloup-Laubat com uma marca de 92,78 km/h conseguido a 4 de março de 1899.
O motor de combustão interna alimentado por gasolina, suplantará ao elétrico durante todo o século posterior.